# Zalaegerszeg tömegközlekedése
Zalaegerszeg tömegközlekedéséről a Volánbusz gondoskodik. 2023. július 1-től a helyi autóbuszokra a Zala vármegyei és országbérletek is érvényesek, ezzel ez a város az első, ahol az új vármegye- és országbérletekkel a helyi autóbuszokon is lehet utazni.

## Járművek
Szóló
- 18 darab Mercedes-Benz Conecto (2007-2010) alacsony padlós autóbusz
- 3 darab Mercedes-Benz Citaro (2008) alacsony padlós autóbusz
- 5 darab MAN Lion's City (2014) alacsony padlós autóbusz
- 11 darab BYD K9UD (2023) alacsony padlós autóbusz - elektromos

Csuklós
- 7 darab Mercedes-Benz Conecto G (2005-2006) magas padlós csuklósbusz
- 4 darab Volvo 7700A (2007-2008) alacsony padlós csuklósbusz
- 3 darab Volvo 7900A (2014) alacsony padlós csuklósbusz
- 6 darab Mercedes-Benz Conecto G Next Generation (2020) alacsony padlós csuklósbusz

## Vonalhálózat
- 1: Vasútállomás – Kovács Károly tér – Ola – Andráshida, sportpálya
- 2A: Széchényi tér/Kovács Károly tér <--> Csácsbozsok, Damjanich utca
- 2E: Ganz Technikum --> Autóbuszállomás
- 3: Vasútállomás – Kovács Károly tér – Pózva, Külsőkórház
- 4: Autóbusz-állomás/Vasútállomás – Botfa, Rózsás utca/ADA
- 5: Autóbusz-állomás – Ságod, Új utca 14.
- 9: Kovács Károly tér → Páterdomb → Kovács Károly tér
- 10C: Kovács Károly tér->Ola->Landorhegy->Vasútállomás->Kovács Károly tér
- 12: Ebergény - Széchenyi tér - Csácsbozsok
- 12A: Ebergény - Széchényi tér/Kovács K. tér (- Praktiker)
- 12B: Vasútállomás - Ebergény
- 13: Kertváros, Hegyalja utca - Pózva, Külső Kórház
- 14: Andráshida, sportpálya - Széchényi tér/Kovács K. tér - Botfa
- 15: Kertváros - Ságod
- 18: Vasútállomás - Landorhegy - Kertváros - Kovács Károly tér -Landorhegy - Vasútállomás
- 19: Kertváros - Páterdomb - Kertváros
- 19A: Kertváros - Erdész utca - Autóbuszállomás
- 20: Kovács K. tér - Gasparich utca - Csertán Sándor utca - Kovács Károly tér
- 21: Kertváros, autóbusz-forduló – Csácsbozsok
- 22: (Vasútállomás -) Kertváros - Landorhegy - Széchényi tér - Csácsbozsok
- 22A: Olai bisztró – Csácsbozsok
- 23E: Kertváros – ADA
- 24: Andráshida - Botfa, Rózsás utca
- 24E: Olai bisztró – Landorhegy – ADA
- 25: Olai bisztró – Ipari park
- 27: Autóbusz-állomás - TUNGSRAM
- 28: Vasútállomás - Kertváros - Göcseji út - Landorhegy - Széchényi tér - Vasútállomás
- 29: Vasútállomás-Kovács Károly tér-Landorhegy-Kertváros-Vasútállomás Vasútállomás-Kertváros-Landorhegy-Széchenyi tér-Vasútállomás